# Pilatus PC-11
Dimensions
Le Pilatus PC-11 ou Pilatus B4-PC11 est un planeur qui a notamment été utilisé par les clubs de vol à voile de montagne suisses dans les années 1970 et 1980.

## Histoire
Au début dans les années 1960, en Allemagne, Manfred Herbst et Rudolf Kueppers conçoivent un planeur métallique. La Société Rheintal G. Basten procède à la fabrication de deux prototypes désignés B4 ; le premier vol intervient le 7 novembre 1966. Si les essais en vol se révèlent satisfaisants aucune construction en série n'est lancée.
En 1970, la société Pilatus Aircraft négocie les droits de fabrication et reprend les essais sous l'appellation B4-PC-11. Le premier vol de l'appareil a lieu le 5 mai 1972. Quelques mois plus tard, le planeur est certifié par l'Office fédéral de l'aviation civile.
En 1975, une certification pour manœuvres acrobatiques est accordée au planeur qui prend la nouvelle désignation de Pilatus B4/PC-11AF.
Près de 332 exemplaires sortent des chaînes de montage de l'usine avant que Pilatus ne cède la licence de fabrication à la société japonaise Nippi Aircraft en 1980.